# The Shocking Miss Pilgrim
The Shocking Miss Pilgrim è un film del 1947 diretto da George Seaton con Betty Grable e Dick Haymes come protagonisti. La sceneggiatura, basata su una storia di Ernest Maas e Frederica Maas, si basa su una giovane dattilografa che nel 1874 viene coinvolta nel Movimento per il suffragio femminile. Le canzoni sono composte da George e Ira Gershwin ed il film è considerato postumo, essendo George Gershwin morto 10 anni prima.

## Trama
Cynthia Pilgrim è la migliore studentessa di dattilografia della prima classe del Packard Business College di New York e le viene offerto un posto come dattilografa presso la Pritchard Shipping Company di Boston. Lì trova un ufficio di uomini supervisionati dal capoufficio Saxon. Quando Cynthia si presenta al co-proprietario dell'azienda John Pritchard, lui le dice che pensava che tutti i dattilografi esperti fossero uomini e che la sua politica è quella di assumere solo uomini. Cynthia chiede di poter dimostrare di essere efficiente quanto i suoi colleghi maschi, ma John rifiuta e le offre il biglietto del treno per tornare a New York.
Alice, zia di John e suffragista convinta, detiene il controllo dell'azienda e insiste affinché a Cynthia venga data una possibilità. Cynthia trova alloggio nella pensione di Catherine Dennison, dove incontra un gruppo eclettico di inquilini, tra cui il poeta Leander Woolsey, l'artista Michael Michael e il musicista Herbert Jothan.
John invita Cynthia a cena, ma lei preferisce non socializzare con il suo datore di lavoro. Gli permette però di accompagnarla a uno dei raduni suffragisti della zia, dove fa colpo sulle altre donne, nonostante John si alzi dal pubblico e le faccia domande imbarazzanti sul riavvicinamento tra dirigenti e lavoratori. Quando la madre di John le chiede di cenare con loro la sera del ballo, Cynthia sente che non si adatterebbe alla cerchia sociale della donna, così le sue compagne di stanza la istruiscono su come comportarsi in modo sgradevole, pensando che la madre sia una snob. Cynthia è lieta di scoprire che i loro sforzi sono stati inutili, perché la signora Pritchard si dimostra una persona alla mano e una sostenitrice del desiderio di Cynthia di essere trattata in modo equo sul posto di lavoro.
John inizia a frequentare Cynthia e alla fine si fidanzano. Lui cerca di convincerla a rinunciare al suo coinvolgimento nel movimento per il suffragio, ma lei insiste che non può abbandonare una causa così importante. Rompono il fidanzamento e lei viene licenziata dal suo lavoro, ma nessuna delle persone assunte dal signor Saxon per sostituirla piace al signor Pritchard. Lui e John si recano, disperati, in una scuola locale per trovare un altro candidato per il posto. Lì John scopre che il direttore generale della scuola è Cynthia e i due si ritrovano insieme negli affari e nell'amore.

## Produzione
Prodotto dalla Twentieth Century Fox Film Corporation, questo film poteva essere il primo della carriera della celebre attrice Marilyn Monroe, ma oltre a non essere accreditata, non compare (se ne sente solo la voce al telefono).

## Lista delle canzoni
- Sweet Packard
  - Musica di George Gershwin
  - Parole di Ira Gershwin
  - Eseguita dall’ensemble
- Changing My Tune
  - Musica di George Gershwin
  - Parole di Ira Gershwin
  - Eseguita da Betty Grable
- Stand Up and Fight
  - Musica di George Gershwin
  - Parole di Ira Gershwin
  - Eseguita da Anne Revere, Betty Grable, Dick Haymes e dall’ensemble
- Aren't You Kinda Glad We Did?
  - Musica di George Gershwin
  - Parole di Ira Gershwin
  - Eseguita da Dick Haymes e Betty Grable
- The Back Bay Polka
  - Musica di George Gershwin
  - Parole di Ira Gershwin
  - Eseguita da Allyn Joslyn, Charles Kemper, Elizabeth Patterson, Lillian Bronson, Arthur Shields e Betty Grable
- One, Two, Three
  - Musica di George Gershwin
  - Parole di Ira Gershwin
  - Eseguita da Dick Haymes e dall’ensemble, ballata da Betty Grable e Dick Haymes
- Waltzing is Better Sitting Down
  - Musica di George Gershwin
  - Parole di Ira Gershwin
  - Eseguita da Dick Haymes e Betty Grable
- Demon Rum
  - Musica di George Gershwin
  - Parole di Ira Gershwin
  - Eseguita dall’ensemble
- For You, For Me, For Evermore
  - Musica di George Gershwin
  - Parole di Ira Gershwin
  - Eseguita da Dick Haymes e Betty Grable

## Distribuzione

### Data di uscita
Il film venne distribuito in varie nazioni, fra cui:
- Stati Uniti d'America, The Shocking Miss Pilgrim 4 gennaio 1947
- Svezia, Skandalflickan 26 maggio 1947
- Finlandia, Ihannesihteeri 27 luglio 1951